# T'amerò sempre (film 1933)
T'amerò sempre è un film del 1933 diretto da Mario Camerini.

## Trama
Avuta una bambina dal conte Diego e quindi da lui abbandonata, Adriana trova un impiego presso un grande negozio da parrucchiere riuscendo così a condurre una vita dignitosa assieme alla figlia. Mario, il ragioniere del negozio, si innamora di lei, che lo respinge vergognandosi della propria condizione. Un giorno Diego ritorna da Adriana, le dice che si sta per sposare e le propone di ridiventare la sua amante. Mario, udito casualmente il colloquio tra i due, si scaglia contro Diego gettandolo a terra; immediatamente dopo sia lui sia Adriana vengono licenziati e sulla strada del ritorno la ragazza accetta la proposta di matrimonio del suo innamorato.

## Produzione
Il film fu realizzato negli stabilimenti romani della Cines.

## Distribuzione
Il film fu distribuito nelle sale cinematografiche italiane a partire dal 30 aprile 1933.

## Opere correlate
Dieci anni dopo lo stesso Camerini girerà un remake del film con lo stesso titolo, con Alida Valli, Gino Cervi ed Antonio Centa nei ruoli che furono della De Giorgi, di Besozzi e di Doro.
Loris Gizzi interprete del ruolo di Meregalli, tornò a vestirne i panni anche nel rifacimento.